# Bay Lake
Bay Lake é uma cidade localizada no estado americano da Flórida, no condado de Orange. Foi incorporada em 1967.

## Geografia
De acordo com o United States Census Bureau, a cidade tem uma área de 59,1 km², onde 55,7 km² estão cobertos por terra e 3,5 km² por água.

### Localidades na vizinhança
O diagrama seguinte representa as localidades num raio de 16 km ao redor de Bay Lake. 

## Demografia
Segundo o censo nacional de 2010, a sua população é de 47 habitantes e sua densidade populacional é de 0,84 hab/km². Possui 17 residências, que resulta em uma densidade de 0,31 residências/km².